# Aethecerus rugifrons
Aethecerus rugifrons là một loài tò vò trong họ Ichneumonidae.